# Norwegian Independent Company No. 1

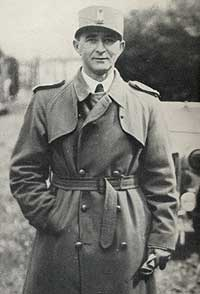
Martin Linge, 1941.

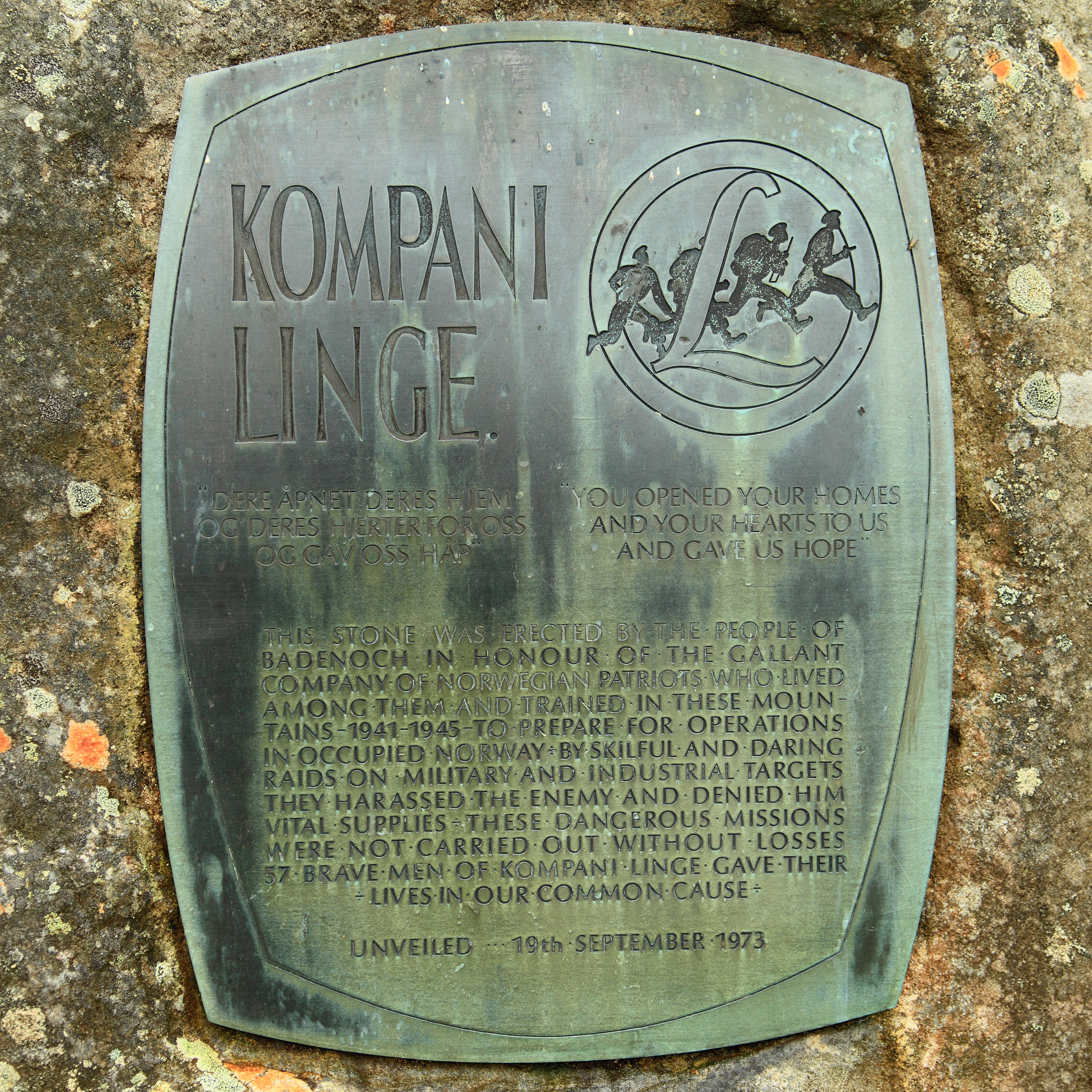
Diese Gedenkplakette für die Kompani Linge wurde am 19. September 1973 im schottischen Badenoch enthüllt, wo die Kompanie während des Zweiten Weltkriegs für ihre Kommandoaktionen im besetzten Heimatland trainierte (Foto 2012).

Die Norwegian Independent Company No. 1, NOR.I.C.1, in Norwegen umgangssprachlich später Linge-Folk (deutsch „die Linge-Leute“) oder Kompani Linge (deutsch „Kompanie Linge“) genannt, wurde im März 1941 im Vereinigten Königreich gebildet, nachdem die norwegische Regierung und die loyale militärische Führung sowie ein Teil der Streitkräfte nach der Besetzung Norwegens durch Deutschland seit 1940 dort im Exil lebten.
Bekannt ist die unter Norwegern gängige Bezeichnung nach dem Gründer und erstem Leiter, Hauptmann Martin Linge, der am 27. Dezember 1941 während der Operation Archery fiel.

## Aufgaben
NOR.I.C.1 bestand zunächst aus nach England entkommenen Teilen der norwegischen Streitkräfte, wurde aber bald durch freiwillige (beispielsweise bei Kriegsbeginn in Drittstaaten befindliche) Norweger ergänzt und war in das britische Special Operations Executive (SOE) eingegliedert.
Aufgabe war, die Alliierten im Kampf gegen Deutschland durch nachrichtendienstlich benötigte Informationen und Sabotageakte zu unterstützen, Einsätze, die sich im Wesentlichen auf das Staatsgebiet Norwegens beschränkten. Die Einheit arbeitete dafür mit norwegischen Widerstandsorganisationen wie der Milorg zusammen, die zwar ebenfalls seit 1941 dem Norwegischen Oberkommando im Exil unterstand, aber bis 1942 mit der SOE konkurrierte.
Agenten der Kompanie Linge waren beispielsweise maßgeblich an den Vorbereitungen zur Zerstörung des Schlachtschiffes Tirpitz und des Kraftwerks von Norsk Hydro in Vemork beteiligt („Norwegische Schwerwasser-Sabotage“).
Das neutrale Schweden duldete an seiner Grenze zu Norwegen stillschweigend, was man offiziell Norwegische Polizei nannte. Es erlaubte norwegischen Maschinen schwedische Flugplätze zu nutzen, um Agenten an ihren Bestimmungsorten abzusetzen, und ermöglichte die Ausreise flüchtiger Norweger und Juden auf dem Luft- oder Seeweg.

## Mitglieder (Auswahl)
- Martin Linge: Gründer, Kommandant und Namensgeber. Operation Archery, 1941.
- Joachim Rønneberg: Sabotage Vemork und Stuguflåt-Eisenbahnbrücke, 1942–45
- Knut Haugland: Sabotage Vemork, 1942–43
- Knut Haukelid: Sabotage Vemork und Schiff Hydro, 1942–43
- Leif Andreas Larsen: Kapitän des Shetland Bus
- Max Manus: Operation Mardonius 1943; Mitglied der „Oslogjeng“ (Oslobande)
- Torstein Raaby: Versenkung der Tirpitz, 1944
- Einar Skinnarland: Sabotage Vemork, 1942–43
- Gunnar Sønsteby: Diverse Aktionen; Sønsteby ist bislang der Norweger mit den höchsten militärischen Auszeichnungen.

Von rund 530 namentlich bekannten Mitgliedern der Einheit starben 57 im Einsatz.